# 2860 Pasacentennium
A 2860 Pasacentennium (ideiglenes jelöléssel 1978 TA) a Naprendszer kisbolygóövében található aszteroida. Eleanor F. Helin fedezte fel 1978. október 8-án.